# Asti
Asti es una ciudad de la región de Piamonte, en el noroeste de Italia, en la llanura del río Tanaro a 123 m de altitud sobre el nivel del mar. Su población de acuerdo al censo del año 2016 es de 76.173 personas. Es la capital de la provincia de Asti.

## Historia y monumentos

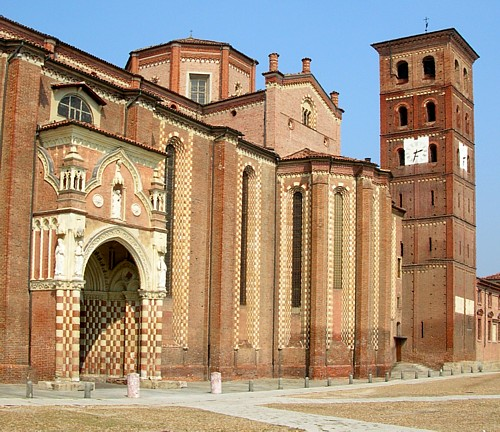
Catedral de Asti.

Asti fue fundada por los romanos con el nombre de ‘’Hasta Pompeia’’. Se han encontrado trazas de un primitivo asentamiento celto-ligur previo. Algunas secciones de las murallas de la ciudad romana aún permanecen en pie al norte del casco urbano, y a finales del siglo XX unos trabajos de construcción descubrieron una sección de la muralla en el centro de la ciudad actual.

Plaza Roma

Asti fue una ciudad muy opulenta y un importante centro comercial durante la Edad Media. En aquel tiempo brillaron los financieros, como la familia Mirabello que luego tendría un papel relevante como banqueros y militares en Flandes y en la guerra de los Cien Años, al entroncar por matrimonio con los Condes de Flandes. Antes habían unido su apellido Mirabello al de van Halen, al recibir, junto al de Perwez por su esposa, el Señorío, luego baronía, de Halen. A esta familia, cuyo origen estaba en Asti, pertenecía Frank van Halen, quien fue investido Caballero de la Orden de la Jarretera en 1359 por el Rey Eduardo III de Inglaterra, fundador de la Orden. El área al noroeste de la ciudad, entre el centro y la catedral, es rica en lugares medievales, casas de mercaderes y muchas torres monumentales, que recuerdan esa etapa de esplendor.
En 1526 resistió un asedio de las tropas imperiales.
Tras la Paz de Cambrai en 1529, la ciudad pasó a manos del emperador Carlos V, que en 1531 la cedió al Ducado de Saboya como regalo a la duquesa Beatriz de Portugal, su cuñada y prima, Aunque manteniendo guarniciones españolas desde 1536 (guerra italiana) hasta el 24 de septiembre de 1575.
Fue sitiada en 1615, durante la guerra de sucesión de Montferrato, que terminó con la victoria de Mantua y España.
Durante la guerra franco-española fue ocupada por tropas españolas provenientes del Ducado de Milán, entre 1639-1643.
En la guerra de sucesión española, estuvo en poder de los Borbónicos hasta finales de 1705.

## Eventos
Uno de los más famosos eventos que tienen lugar en Asti es la carrera de Palio, en la cual cada pueblo cercano compite en una carrera hípica. Este acto conmemora una batalla contra la ciudad rival de Alba durante la Edad Media. Tras lograr varias victorias, se empezó a celebrar una carrera alrededor de los muros de Alba, y desde entonces se organiza cada año en Asti el «Palio».

## Vino
Dentro del territorio de la provincia llamado "Monferrato" se encuentran las más importantes producciones de vino italiano. Uno de los vinos más exportados era antiguamente conocido como Asti Spumante, pero ahora es llamado Asti para evitar confusión con otros vinos, muchos de calidad dudosa llamados spumante. El Asti es típicamente dulce y bajo en alcohol (debajo del 8 %). La uva de moscato es un componente común, y el Asti preparado exclusivamente con moscato puede ser llamado Moscato d'Asti.

## Cocina
Asti es famosa por sus festivales llamados «Sagre» que se celebran en septiembre. Durante el festival, muchos de los pueblos en la provincia de Asti se reúnen en una gran plaza llamada «Piazza del Palio», donde se sirven comidas típicas y vino, por lo cual son conocidos. Un dato peculiar es que antes de abrir el festival, todos los pueblos participantes realizan una ceremonia en vestimentas especiales a lo largo de las calles de Asti para llegar a la «Piazza del Palio».

## Evolución demográfica
| Gráfica de evolución demográfica de Asti entre 1861 y 2001 |
|                                                            |
| Fuente ISTAT - elaboración gráfica de Wikipedia            |

## Hermanamientos
- Valence (Francia)